# 鹿児島市立紫原小学校
鹿児島市立紫原小学校（かごしましりつむらさきばるしょうがっこう 英語: Murasakibaru Elementary School）は、鹿児島県鹿児島市紫原二丁目にある市立の小学校。

## 沿革
- 1965年（昭和40年） - 鹿児島市立田上小学校、鹿児島市立中郡小学校、鹿児島市立鴨池小学校から分離し開校
- 1970年（昭和45年） - 鹿児島市立西紫原小学校を分離
- 1973年（昭和48年） - 鹿児島市立広木小学校を分離
- 1990年（平成2年） - 給食室完成（改築）
- 1992年（平成4年） - 県家庭科教育研究大会会場
- 1995年（平成7年） - 飼育舎完工
- 1997年（平成9年） - 第2回小学生クラス対抗30人31脚に当時の6年2組が優勝した。
- 1999年（平成11年） - 全日本マーチングフェスティバル全国大会出場
- 2001年（平成13年） - 情緒障害児学級（たんぽぽ）開級
- 2003年（平成15年） - 集団登校開始（｢21世紀版郷中教育｣の一環として）
- 2010年（平成22年） - ICT機器整備事業によりコンピュータの設置
- 2013年（平成25年） - NHK全国学校音楽コンクール九州大会出場
- 2015年（平成27年） - プール（大・小）新築工事完了
- 2017年（平成29年） - 通級指導教室開設
- 2019年（平成31年） - 難聴特別支援学級開設
- 2020年（令和2年） - 病弱・身体虚弱特別支援学級開設

## 通学区域
- 紫原1丁目
- 紫原2丁目
- 紫原6丁目
- 南新町
- 唐湊の一部
- 郡元町の一部

## 21世紀版郷中教育
かつての薩摩藩の武士教育法「郷中教育」を21世紀版として取り入れ、その一環として集団登校を2003年より開始。また郷中教育の根幹とされる島津忠良の「日新公いろは歌」の47首が校舎内の階段や廊下に掲示されている。

## 校歌ダンス
校歌に音楽を合わせ、運動会などで生徒が保護者や来賓に披露するダンス。

## ろっこう
紫原小学校・紫原中学校と、その両校から分離した周辺の小中学校（西紫原小学校・広木小学校・向陽小学校・西紫原中学校）の合計6校のことを指して「ろっこう（六校）」と呼び、PTAやおやじの会を通じて交流がなされている。

## 進学先中学校
- 鹿児島市立紫原中学校

## 周辺施設
- 鹿児島テレビ放送株式会社
- 鹿児島シティエフエム
- 鹿児島紫原一郵便局
- 鹿児島紫原五郵便局
- 紫原交番
- タイヨー紫原店
- コープ紫原店
- 山形屋ストア紫原店
- 鹿児島銀行紫原支店
- 南日本銀行紫原支店
- 志學館大学
- 志學館中等部・高等部
- 鹿児島女子短期大学附属かもめ幼稚園
- 紫原幼稚園
- たちばな保育園
- わくわく紫原北保育園
- つくし保育園

## 関係者
- 徳利こうじ（鹿児島市議会議員・卒業生）
- 大原優乃（グラビアアイドル、女優・卒業生）